# Илия I (католикос-патриарх Востока)
Мар Илия I (Илия I Тирханский; сир. ܐܠܝܐ, араб. بابن‎; ум. 6 мая 1049) — католикос-патриарх Церкви Востока с 1028 года по 1049 год.
Родился в Карка-де-Геддан (область Бет Гармай), в юношеском возрасте прибыл в Багдад, образование получил в Мадаине (Селевкия), где был рукоположен в священники. После этого стал епископом Тирханским. После смерти католикоса Ишояба IV из-за конфликта буидских правителей выборы нового католикоса не состоялись. Патриарший престол Церкви Востока оставался вакантным в течение 3-х лет. Ситуация стабилизировалась с приходом к власти эмира Джалала ад Даулы и престарелый Илия в 1028 году был избран патриархом-католикосом Церкви Востока. Умер 6 мая 1049 года. При католикосе Илии I в Церкви Востока чин литургии на Пятидесятницу был заимствован из сиро-яковитской традиции. Католикос Мар Илия был автором ряда сочинений по богословию, филологии сирийского языка, каноническому и гражданскому праву.

## Биография
Родился в Карка-де-Геддан (область Бет Гармай), в юношеском возрасте прибыл в Багдад, образование получил в Мадаине (Селевкия), где был рукоположен в священники. После этого стал епископом Тирханским. После смерти католикоса Ишояба IV из-за конфликта буидских правителей выборы нового католикоса не состоялись. Патриарший престол Церкви Востока оставался вакантным в течение 3-х лет. Ситуация стабилизировалась с приходом к власти эмира Джалала ад Даулы и престарелый Илия был избран патриархом-католикосом Церкви Востока. Интронизация Илии состоялась 16 июня 1028 года в Мадаине. Умер 6 мая 1049 года.

## Сочинения
Илия оставил ряд сочинений по богословию, каноническому праву и филологии сирийского языка. Илии принадлежит богословский трактат «Основы религии» в 22-х главах на арабском языке (иногда приписывается католикосам Илии II и Илии III). Он стал автором грамматики сирийского языка ещё до своего посвящения в епископы. В этой работе Илия впервые попытался применить методологию и правила арабской грамматической системы. Также Илия написал трактат о знаках препинания и диакритических точках, которую использовал в своей работе по грамматике сирийского языка Юханнан бар Зоби.
Илии принадлежит окончательная редакция постановлений поместных соборов Церкви Востока, созванных в IV—IX веках (опубликованных исследователем Жан-Батистом Шабо в 1902 году) и посланий восточно-сирийских церковных деятелей. Также сохранилось сочинение Илии (в обработке Илии бар Шинайи) по гражданскому праву (брак, правила наследства).